# Яхья аль-Хуси
Яхья аль-Хуси (араб. یحیی بدرالدین الحوثی‎) (род. 1965) — йеменский политический деятель; брат лидера йеменских зейдитов (хуситов) Хусейна Аль-Хуси.

## Биография
Был членом йеменского парламента, но впоследствии с него была снята депутатская неприкосновенность, что позволило властям привлечь его к судебной ответственности. Затем длительное время проживал в Германии. Отвечает за финансовые вопросы повстанцев. Властями Йемена 5 февраля 2010 года заочно приговорен к 15 годам тюремного заключения. Обвиняется по нескольким статьям: участие в деятельности террористической вооружённой группировки, организация и совершение преступлений (включая убийства), посягательство на свержение конституционного строя. 28 ноября 2016 года был включен в «Правительство национального спасения Йемена» в качестве министра образования.